# اریک کریس
اریک کریس (انگلیسی: Eric Kriss؛ زادهٔ ۱۹۴۹) کارآفرین، سیاست‌مدار و مدیر ارشد اجرایی آمریکایی است، که در سال ۱۹۷۳ با مشارکت بیل بین شرکت بین اند کمپانی را تأسیس نمود.